# Back Street (1932)
Back Street is een Amerikaanse dramafilm uit 1932 onder regie van John M. Stahl. Destijds werd de film in Nederland uitgebracht onder de titel De vrouw in de schaduw.

## Verhaal
Omdat ze haar stiefzus moet helpen, verkijkt Ray haar kans om te trouwen met Walter. Als ze hem later weer ontmoet, is hij een rijke bankier geworden. Walter heeft intussen een gezin, maar hij heeft nog steeds gevoelens voor Ray.

## Rolverdeling
| Acteur              | Personage       |
| ------------------- | --------------- |
| Irene Dunne         | Ray Schmidt     |
| John Boles          | Walter D. Saxel |
| June Clyde          | Freda Schmidt   |
| George Meeker       | Kurt Shendler   |
| Zasu Pitts          | Mevrouw Dole    |
| Shirley Grey        | Francine        |
| Doris Lloyd         | Corinne Saxel   |
| William Bakewell    | Richard Saxel   |
| Arletta Duncan      | Beth Saxel      |
| Maude Turner Gordon | Mevrouw Saxel   |
| Walter Catlett      | Bakeless        |
| James Donlan        | Profhero        |
| Paul Weigel         | Adolph Schmidt  |
| Jane Darwell        | Mevrouw Schmidt |
| Robert McWade       | Oom Felix       |